# René Gréory
René Louis Gréory est un peintre et décorateur français, né le 31 mars 1895 à Brûlon (Sarthe) et mort le 19 juin 1967 au Mans.
Inscrit à l'École d'art appliqué Albert-Maignan, devenue École supérieure des beaux-arts du Mans, il suit les cours d'art décoratif du professeur Baudu et de dessin d'Hervé-Mathé. Il obtient un premier prix en juillet 1921, avant d'installer son atelier au Mans quelques années plus tard.
Parmi les artistes sarthois comme Théodore Louis Boulard, Julien Chappée ou Henri Gizard, il contribue à peindre la Sarthe. Il a notamment réalisé plusieurs panneaux décoratifs et des huiles paysagères.
Il décède le 19 juin 1967 au Mans.